# Lotharings Frankisch
Het Lotharings Frankisch (Lotharings: lottrìnger Plàtt, Duits: Lothringisch, Frans: francique lorrain of platt lorrain) is een Middelfrankisch dialect dat tot de Westmiddelduitse dialecten behoort. Lotharings Frankisch wordt in Frankrijk gesproken. Het is een Moezelfrankisch dialect dat dicht bij het Luxemburgs staat. Beide behoren tot het zo genoemde Westmiddelduits.
Strikt genomen wordt het Lotharings Frankisch gesproken in het noordelijk-centrale deel van het Franse departement van de Moezel, in de omgeving van Bouzonville. Verder westelijk, rond Thionville, plaatselijk bekend als Diedennuewen (Duits: Diedenhofen), wordt Luxemburgs gesproken, en verder oostelijk, rond Sarreguemines en Bitche, Rijnfrankisch. In de praktijk wordt de term "Lotharings Frankisch" soms gebruikt om te verwijzen naar alle Frankische variëteiten in Noordoost-Lotharingen.

Taalsituatie in Lotharingen. Het gebied dat aangeduid wordt als Francique mosellan kom overeen met de smalle definitie van Lotharings Frankisch, dat beperkt is tot Moezelfrankisch.

-- HET DUITSE TAALLANDSCHAP --
De periferie van het Duits

Taalsituatie in 1630.